# Titus Quinctius Cincinnatus Capitolinus
Pour les articles homonymes, voir Quinctius Cincinnatus et Quinctius Capitolinus.
Titus Quinctius Cincinnatus Capitolinus est un homme politique et magistrat supérieur de la République romaine, trois fois tribun militaire à pouvoir consulaire, maître de cavalerie et dictateur entre 388 et 380 av. J.-C.,

## Famille
Il est membre des Quinctii Cincinnati et des Quincti Capitolini, branches de la gens patricienne Quinctia. Il est le fils de Titus Quinctius Pœnus Cincinnatus, consul en 431 et 428 av. J.-C. Sa mère pourrait être Postumia, vestale vers 420 av. J.-C. Il pourrait être le père de Titus Quinctius Cincinnatus Capitolinus et de Titus Quinctius Poenus Capitolinus Crispinus.

## Biographie

### Premier tribunat consulaire (388)
Il est élu tribun militaire à pouvoir consulaire en 388 av. J.-C. avec cinq autres collègues, dont un d'origine plébéienne. Ils prennent tous un commandement militaire dans la guerre contre les Èques et les Étrusques. Les Romains s'emparent des villes étrusques de Cortuosa et Contenebra, la première dès le premier assaut et la seconde après un siège de quelques jours. Les deux villes sont pillées et brûlées.

### Duumvirat (387)
Il exerce la fonction religieuse de duumvir sacris faciundis afin de dédier le temple de Mars voué pendant la guerre contre les Gaulois durant laquelle Rome a été mise a sac,.

### Deuxième tribunat consulaire (385)
Il est de nouveau élu tribun militaire à pouvoir consulaire en 395 av. J.-C. avec cinq collègues dont son parent Lucius Quinctius Cincinnatus Capitolinus,. Alors qu'une guerre éclate contre les Volsques, la ville de Rome est agitée par Marcus Manlius Capitolinus, héros romain lors de l'assaut des Gaulois de Brennus sur la citadelle cinq ans plus tôt, qui cherche à gagner les faveurs de la plèbe, ce qui lui vaut d'être accusé de tenter d'établir une tyrannie. Le fait que les Latins et les Herniques se joignent à la guerre contre Rome aux côtés des Volsques, ajouté aux risques d'agitation populaire, poussent les sénateurs à nommer un dictateur en la personne d'Aulus Cornelius Cossus.

### Maître de cavalerie (385)
Sitôt nommé dictateur, Aulus Cornelius Cossus choisit Titus Quinctius comme maître de cavalerie. Selon Plutarque, c'est ce dernier qui est dictateur. Cossus défait les Volsques et rentre à Rome célébrer un triomphe. Il fait arrêter Manlius Capitolinus. Selon Diodore de Sicile, il est jugé et exécuté cette même année.

### Troisième tribunat consulaire (384)
Titus Quinctius Cincinnatus Capitolinus est élu une troisième fois tribun consulaire l'année suivante avec cinq autres collègues, tous patriciens, dont Camille. Ce dernier transfère le procès de Manlius, arrêté l'année précédente, dans le bois Pétélien, près de la Porte Colline,.

### Dictature (380)

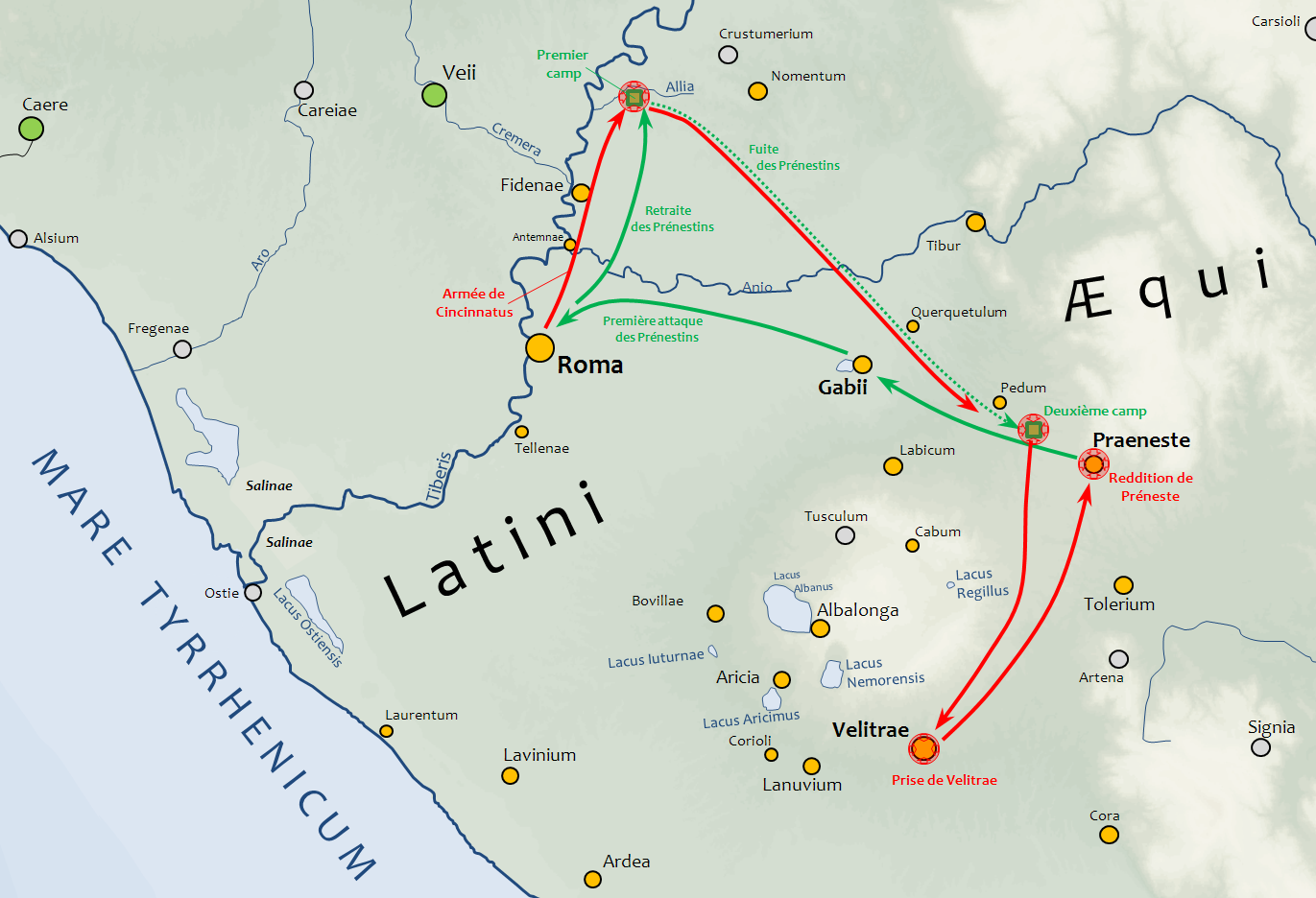
Carte du Latium sur laquelle figurent les mouvements des armées de Préneste et de Rome, tels que rapportés par Tite-Live.

Profitant des troubles internes qui opposent les plébéiens aux patriciens, les Latins de Préneste ravagent la campagne romaine et s'approche de Rome vers la Porte Colline. Devant l'urgence de la situation, les tribuns consulaires de 380 av. J.-C. nomment Titus Quinctius dictateur qui prend Aulus Sempronius Atratinus (es) pour maître de cavalerie. Les Latins sont défaits sur les rives de l'Allia. Titus Quinctius pousse son avantage et capture neuf villes avant de recevoir la reddition de Préneste.

« Le dictateur romain, en présence de l’ennemi rangé et sous les armes : « Ne vois-tu pas, dit-il, Aulus Sempronius, qu'ils comptaient sur la fortune de ce lieu en prenant position sur l'Allia ? Puissent les dieux immortels ne leur avoir point donné de plus sûr gage de confiance, ou de meilleur appui ! Mais toi, qui comptes sur tes armes et ton courage, charge et lance la cavalerie au milieu de ces bataillons ; moi, avec les légions, parmi leurs lignes troublées et tremblantes, je pousserai nos enseignes. Assistez-nous, dieux témoins des serments ! Venez punir ceux qui vous ont outragés, qui ont abusés de votre nom pour nous trahir ! » »

— Tite-Live, Histoire romaine, VI, 29, 1-2.
Titus Quinctius obtient l'honneur de célébrer un triomphe de Praenestineis et durant la cérémonie, dédie au Capitole une statue prise à Préneste de Jupiter Imperator avec une inscription,.